# Farsta strandbad

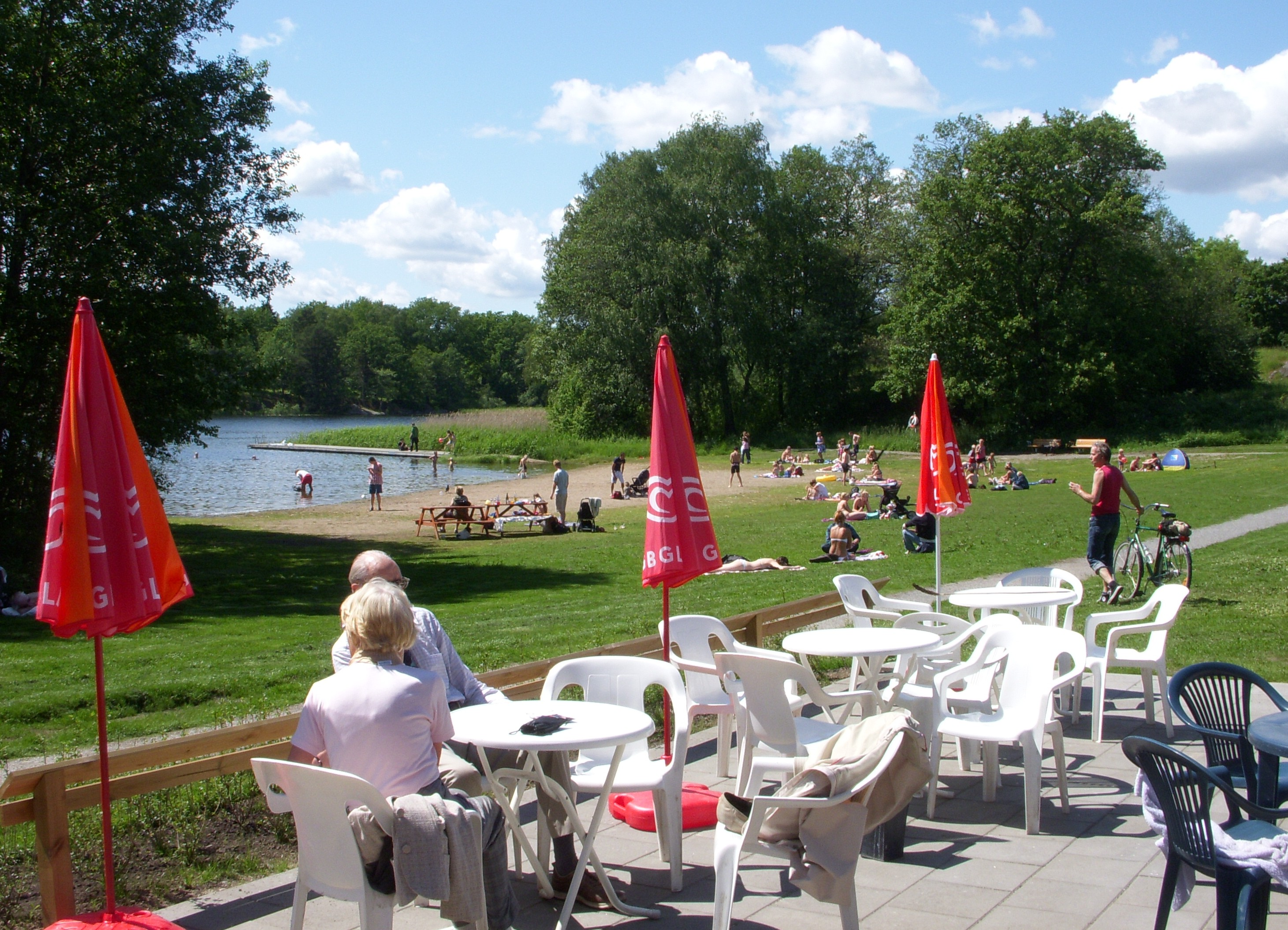
Farsta strandbad juni 2009

Farsta strandbad  är ett kommunalt strandbad vid sjön Magelungen i närheten av Farsta gård i Farsta strand, Stockholm.

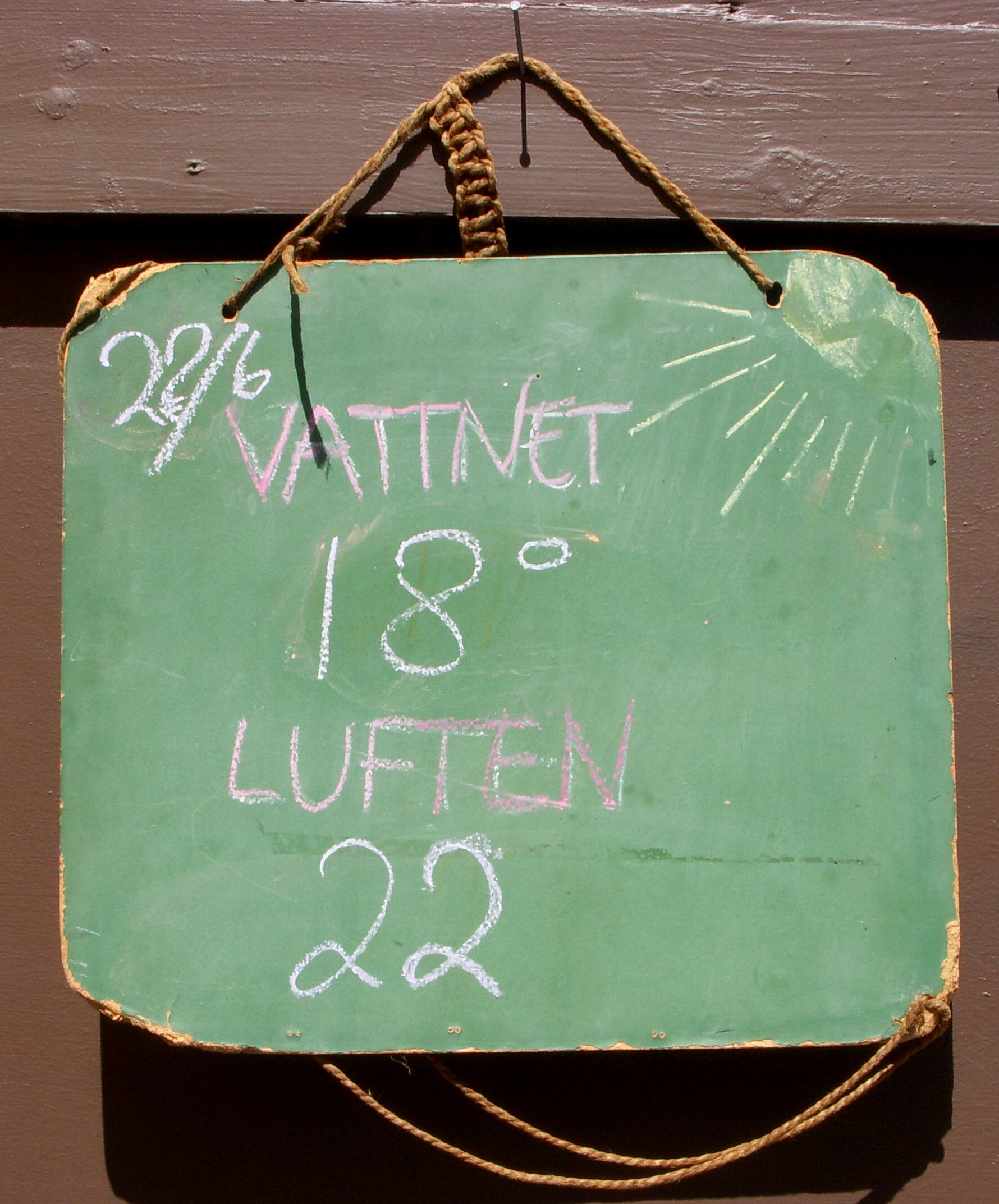
22 juni 2009

Farsta strandbad har en cirka 40 meter lång sandstrand med en badbrygga och en stor äng för solbad. Det finns servering, toaletter och utomhusdusch. Kommunikationer: T-bana till Farsta, ca 10 min promenad eller t-bana till Högdalen och sedan buss 165 till Farstanäsvägen.